# Borislav Ćurčić
Borislav Ćurčić, (en serbe : Борислав Ћурчић ; 27 janvier 1932 - 15 avril 2015), est un ancien joueur et entraîneur yougoslave de basket-ball.

## Palmarès
- Champion de Yougoslavie 1950, 1951, 1952, 1953, 1954, 1955